# Johnson Family Vacation
Johnson Family Vacation es una película de comedia americana de 2004, dirigida por Christopher Erskin. Protagonizada por Cedric the Entertainer, Vanessa Williams, Bow Wow, Gabby Soleil, Shannon Elizabeth, Solange Knowles, y Steve Harvey.

## Sinopsis
Nate Johnson está a punto de cruzar los Estados Unidos junto a toda su familia: tres hijos y una esposa con inconformidad crónica. El destino del viaje no es uno cualquiera, ya que se dirigen a Missouri para asistir a la reunión familiar de los Johnson, donde las apariencias juegan el papel protagonista. 
En estas reuniones anuales se otorga un premio a la mejor familia del año y Nate está dispuesto a ganarlo. Es consciente de que los miembros de su familia no lo pondrán fácil, ya que su hija adolescente lo ignora, su hijo quiere ser rapero y su hija pequeña tiene como mascota un perro invisible, un conjunto de desavenencias, que, sumadas al carácter ensimismado y egoísta de su esposa, los sitúa muy lejos del prototipo de familia ideal. No obstante, Nate está dispuesto a luchar por el puesto, pero antes tendrán que llegar a Missouri, una misión nada simple.

## Reparto
- Cedric the Entertainer  es Nate Johnson/tio Earl.
- Bow Wow es Divirnius James 'D.J.' Johnson
- Vanessa Williams es Dorothy Johnson.
- Christopher B. Duncan es Stan Turner.
- Solange Knowles es Nikki Johnson.
- Shannon Elizabeth es Chrishelle Rene Boudreau.
- Gabby Soleil es Destiny Johnson.
- Steve Harvey es Mack Johnson.
- Aloma Wright es Glorietta Johnson.
- Godfrey es Motocicleta Cop.
- Jason Momoa es Navarro.
- Jennifer Freeman es Jill.
- Jeremiah "J.J." Williams Jr. es Primo Bodie
- Lee Garlington es Betty Sue.
- Lorna Scott es Gladys.

## Premios y nominaciones
- 2004 BET Comedy Awards
  - Outstanding Lead Actor in a Box Office Movie — Cedric the Entertainer (nominated)
  - Outstanding Lead Actress in a Box Office Movie — Vanessa Williams (nominated)
  - Outstanding Writing for a Box Office Movie (nominated)